# NGC 2342
NGC 2342 es una galaxia espiral ubicada en la constelación de Géminis. Esta galaxia presenta una velocidad con respecto al fondo cósmico de microondas de 5445 ± 11 km/s, lo que se traduce en una distancia de Hubble de 80,31 ± 5,62 Mpc (aproximadamente 262 millones de años-luz). Este objeto astronómico fue descubierto por el astrónomo alemán Albert Marth el 10 de noviembre de 1864.
NGC 2342 se clasifica como una galaxia infrarroja luminosa (LIRG), lo que indica una alta emisión de radiación infrarroja. Esta galaxia, junto con NGC 2341, forma un par de galaxias gravitacionalmente ligadas conocido como HOLM 301.
En NGC 2342 se ha registrado la aparición de una supernova, denominada SN 2023vck, que es de tipo Ib y tiene una magnitud aparente de 19,9.